# Lacconectus regimbarti
Lacconectus regimbarti är en skalbaggsart som beskrevs av Michel Brancucci 1986. Lacconectus regimbarti ingår i släktet Lacconectus och familjen dykare. Inga underarter finns listade i Catalogue of Life.